# Markusturm (Venedig)

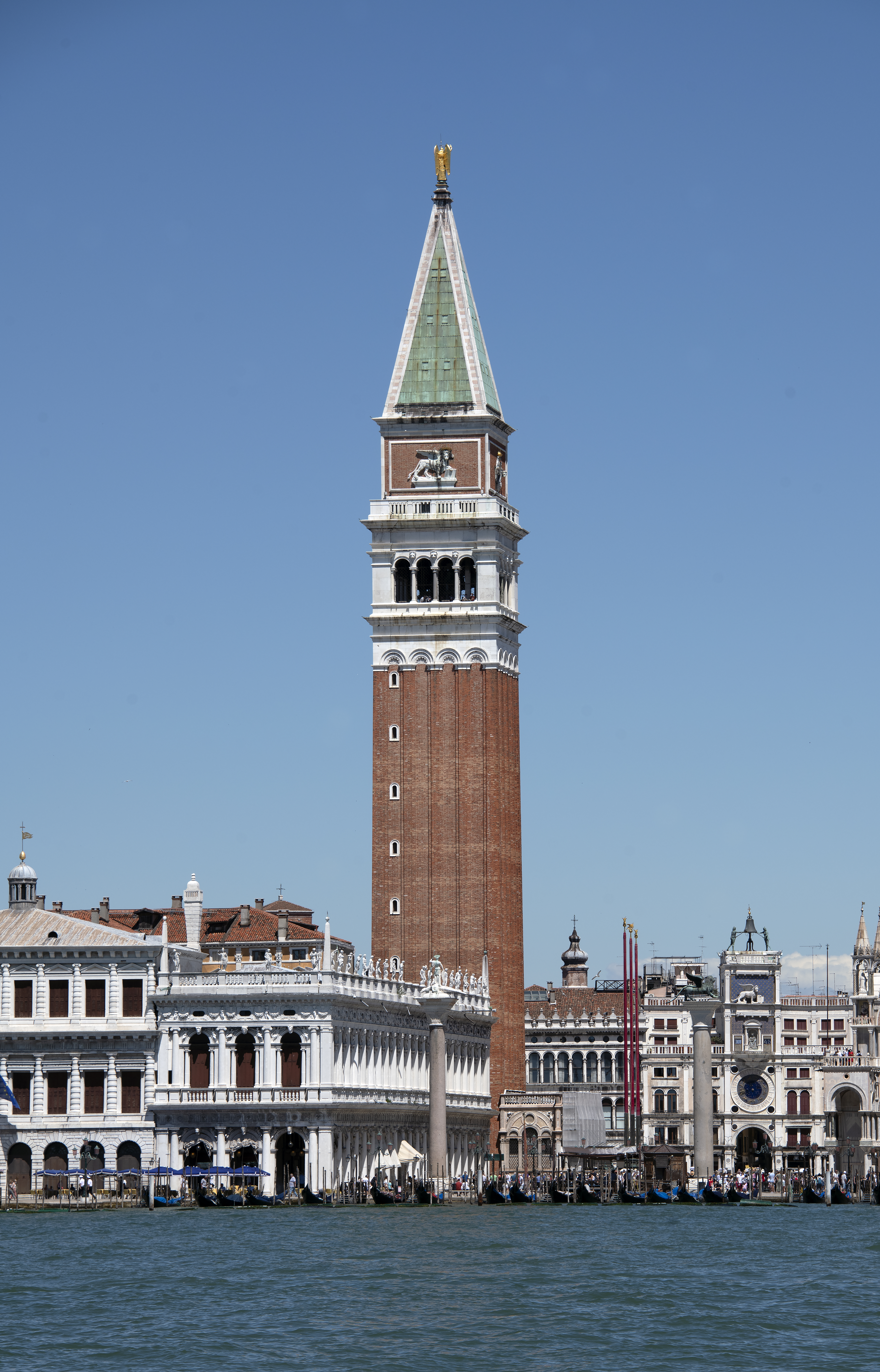
Der Markusturm

Der Markusturm (italienisch Campanile di San Marco) ist der Campanile (Glockenturm) des Markusdoms in Venedig. Seine Höhe beträgt 98,6 Meter, damit ist er das höchste Gebäude Venedigs. Ursprünglich diente seine Turmspitze den Schiffen als Leuchtturm.
Der Turm gilt als Symbol der Stadt. Traditionell wurde er im Venezianischen „El paron de casa“ (der Herr des Hauses) genannt. Zahlreiche Türme in Venetien, Slowenien, Kroatien und bis nach Dalmatien, ursprünglich venezianisches Herrschaftsgebiet, sind als Zitate des Markusturms errichtet und somit weithin sichtbare Zeichen der Herrschaft der Serenissima, der historischen Republik Venedig.

## Geschichte und Gestaltung

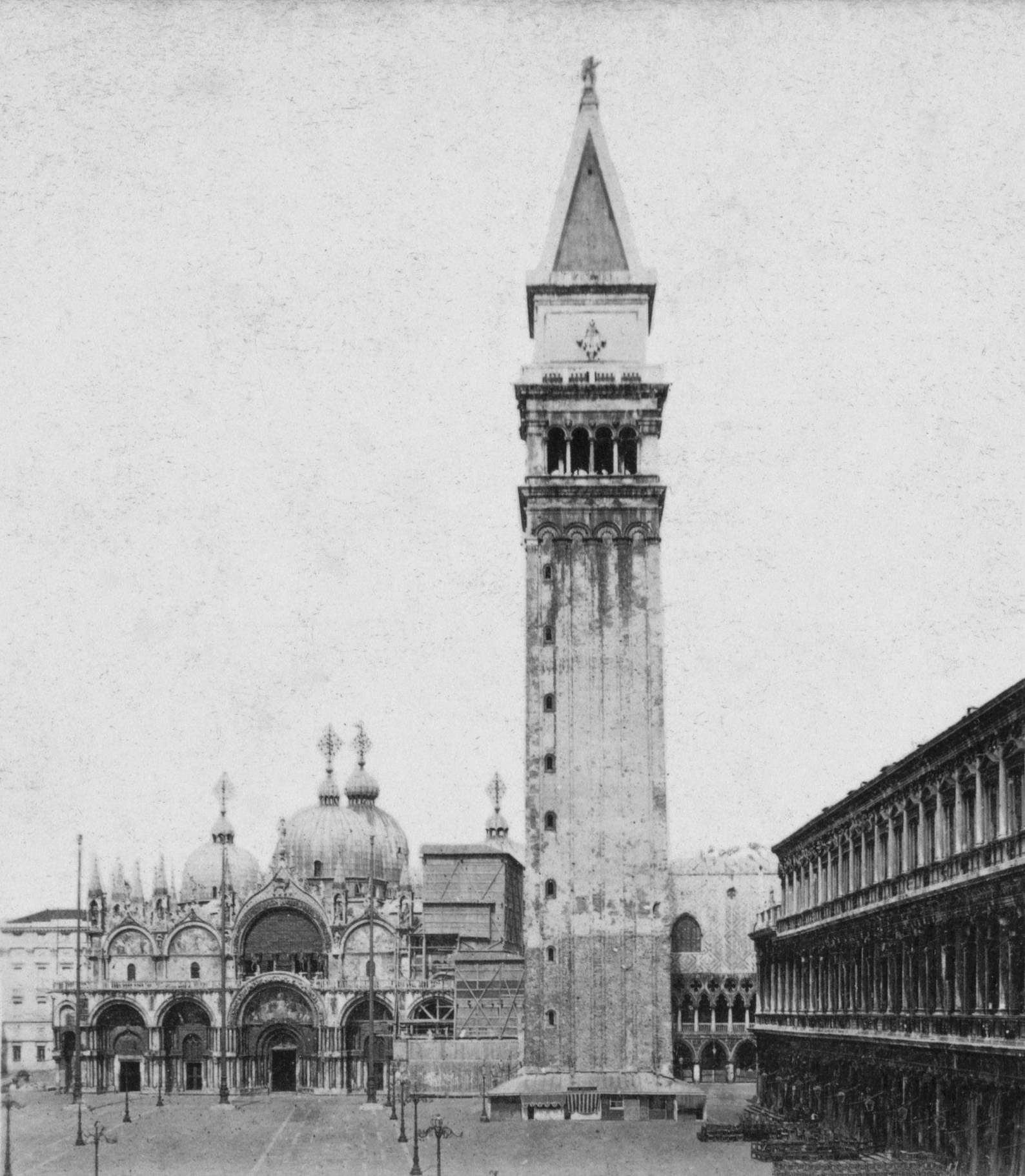
Der Vorgängerbau (Foto von etwa 1860 bis 1880)

Der Beginn des Turmbaus liegt zwischen 888 und 911 unter dem Dogen Pietro Tribuno. Die Bauarbeiten wurden mehrfach unterbrochen; der Turm wurde unter dem Dogen Tribuno Memmo (979–991) fertiggestellt, eine Spitze aus gebranntem Ton wurde 1152 unter dem Dogen Domenico Morosini vollendet, hauptsächlich von den Brüdern Pietro und Giovanni Basilio. Das oberste Geschoss mit den heute noch sichtbaren Klangarkaden wurde 1178 hinzugefügt und 1329 umgestaltet. Die Turmspitze wurde 1510 aufgesetzt und 1517 mit einer Statue des Erzengels Gabriel bekrönt. Die hölzerne Skulptur ist mit vergoldetem Kupferblech verkleidet.
Seit 1548 ist für den Karnevalsdienstag ein Brauch dokumentiert, eine akrobatische Darbietung auf einem Seil, das vom Turm herab gespannt wurde. Dieser sogenannte „volo de angelo“ (Engelsflug), ursprünglich „volo de turco“ (Türkenflug nach dem ersten, der dieses Kunststück vorführte), ist auch auf Gemälden, z. B. von Canaletto und Francesco Guardi festgehalten worden.

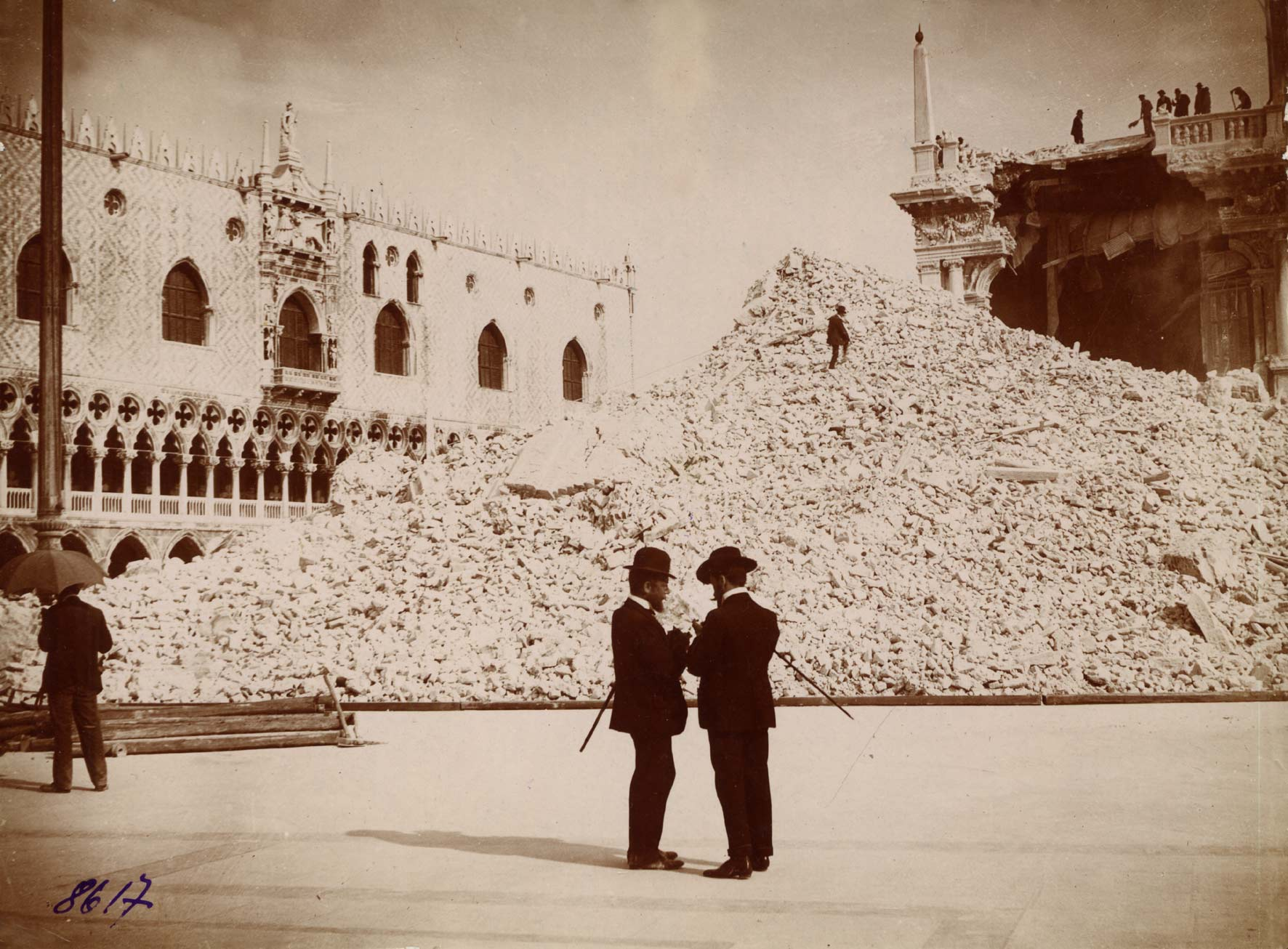
Die Trümmer des Campanile am 14. Juli 1902

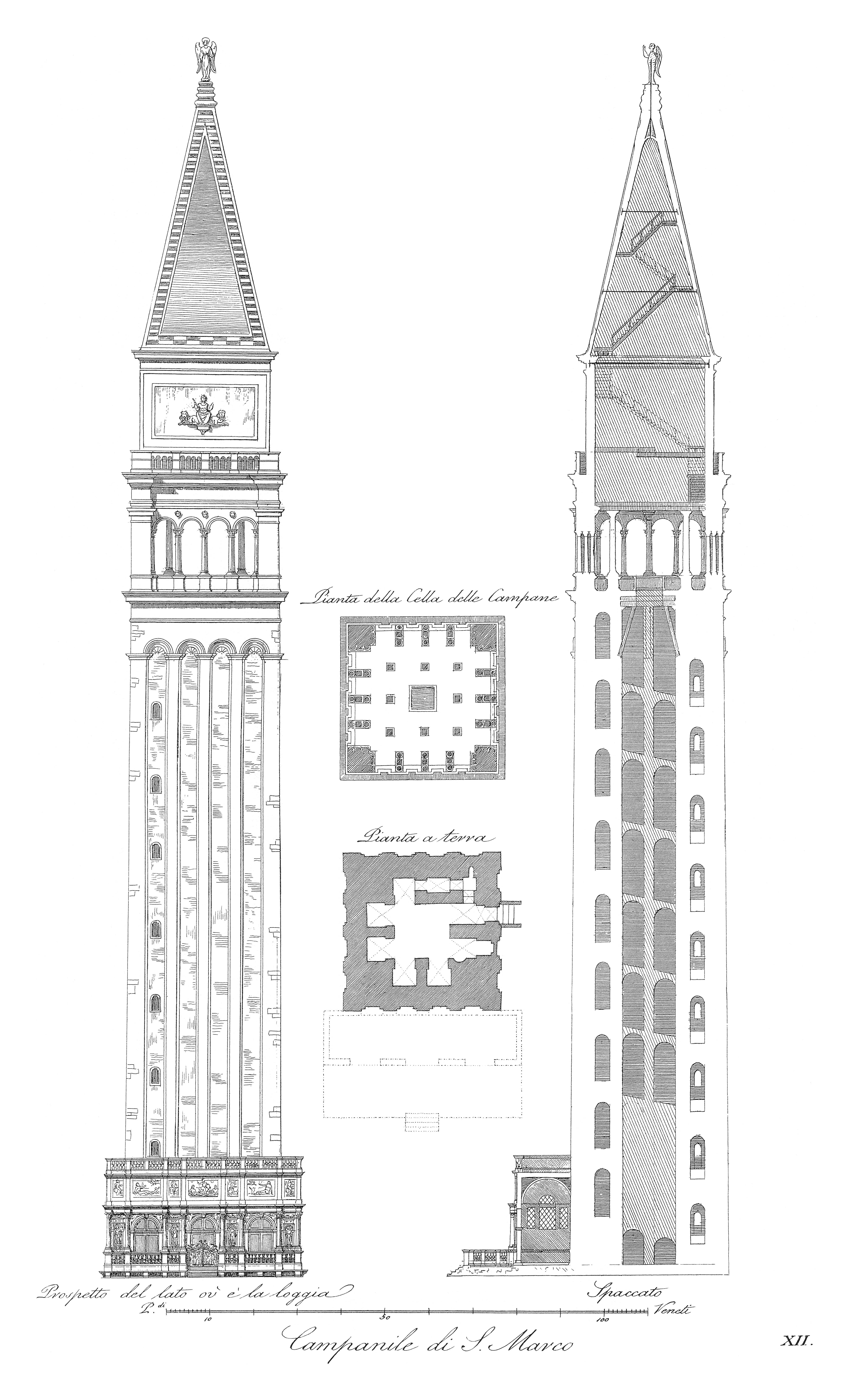
Aufriss, Schnitt und Grundrisse (1831) vor dem Einsturz – der Wiederaufbau ist weitgehend identisch

Erdbeben und Blitzeinschläge verursachten wiederholt Schäden am Turm und machten Restaurierungsarbeiten notwendig. Am 14. Juli 1902 gegen Viertel vor zehn stürzte der Turm ein, nachdem sich schon Tage vorher große Risse im Mauerwerk gebildet hatten, die darauf zurückzuführen waren, dass man die Metallanker im Turminneren entfernt hatte, um einen Aufzug einzubauen. Das Unglück rief große Bestürzung und Trauer in der ganzen Welt hervor. Der Stadtrat von Venedig beschloss bereits am Abend des Turmeinsturzes einstimmig, den Campanile wieder aufzubauen, wie und wo er gewesen war (com’era e dov’era). Der Wiener Architekt Otto Wagner meinte zwar in einem Interview mit der Zeitung Il piccolo (Triest) vom 17. Juli 1902, es hieße die Architekturgeschichte verfälschen, würde der Campanile im alten Stil wieder aufgebaut, doch stieß er überwiegend auf ablehnende Reaktionen.
Beim Einsturz des Turmes wurde auch die Rückseite der direkt angrenzenden Biblioteca Nazionale Marciana schwer in Mitleidenschaft gezogen. Die Arbeiten zur Beseitigung der Schäden verliefen jedoch zügig, sodass die Bibliothek im Jahr 1912 wieder der Öffentlichkeit zugänglich gemacht werden konnte.
Der Wiederaufbau des Turmes begann am 25. April 1903. Der neue Bau besteht neben traditionellem Mauerwerk teilweise aus Eisenbeton, wodurch der mit Hilfe der Ingenieurfirma von Giovanni Antonio Porcheddu geplante Turm ein bedeutend geringeres Gewicht hat. Am 25. April, dem Markustag des Jahres 1912, wurde der wiederhergestellte Turm feierlich eingeweiht, wovon es sogar eine zeitgenössische Aufnahme gibt. Die Pfahlgründungen erwiesen sich nach fast 1000 Jahren als noch sehr gut, waren völlig versteinert und wurden daher nur verstärkt. Dies führte allerdings zu neuen Problemen, die fast 100 Jahre später akut zu werden drohten. 2008 wurde daher begonnen, den Markusturm mit einer Titanumfassung zu sichern. Anstelle der innen umlaufenden, nach oben führenden Rampe wurde eine Treppe eingebaut. Heute ist das Glockengeschoss des Turmes gegen Eintritt über einen Aufzug erreichbar.
Die auf quadratischem Grundriss erstellten Backsteinfronten sind mit Lisenen verziert.

## Glocken
Die fünf Bronzeglocken des höchsten Turmes der Stadt sind überall in Venedig zu hören, deshalb dienten sie ursprünglich nicht nur dem Aufruf zum Gottesdienst, sondern hatten zur Zeit der Republik jeweils eine bestimmte Funktion. Die Renghiera oder Maleficio kündigte eine Hinrichtung an, die Nona erklang zu Mittag, die Mezza Terza rief die Senatoren in den Dogenpalast und die Trottiera verkündete den baldigen Beginn einer Sitzung des Großen Rates. Beim Einsturz des Turmes blieb nur die größte Glocke, die Marangona, die 1819 neu gegossen worden war, unbeschädigt. Die Marangona wurde zum Beginn und Ende eines Arbeitstages sowie zum 1. Aufruf einer Sitzung des Großen Rates geläutet. Die anderen Glocken wurden 1909 in Mailand neu gegossen: Papst Pius X. übernahm dafür die Kosten. Die Stimmung des tontiefsten und schwersten Geläutes in Venedig entspricht der A-Dur-Tonleiter. Die einzelnen Glocken hängen in einem Stahlglockenstuhl an verzierten Holzjochen verteilt im Glockengeschoss. Die zwei größten Glocken (Marangona und Nona) sind leicht gekröpft aufgehängt und die übrigen drei Glocken (Trottiera, Mezza Terza und Renghiera) sind ungekröpft aufgehängt. Die Aufhängungen der Klöppel der Glocken werden durch Stahlseile verstärkt (hierbei handelt es sich um eine Absturzsicherung der Klöppel, damit sie nach einem Bruch nicht vom Turm geschleudert werden können) und an einigen Glockenjochen ist noch ein Metallgestänge, das ehemals zum Handläuten diente, angebracht. Auch heute noch werden die fünf Glocken hauptsächlich zu liturgischen Zwecken über einen elektrischen Antrieb regelmäßig geläutet. Die Nona läutet morgens um 7:00 Uhr, mittags um 12:00 Uhr und um Mitternacht um 0:00 Uhr. Die Marangona erhebt ihre Stimme zu Begräbnissen. Werktags ertönen die Glocken Renghiera und Mezza Terza um 14:00, um 17:00 und um 18:30 Uhr läuten Renghiera, Mezza Terza und Trottiera, um 20:00 Uhr läutet die Trottiera solistisch. Dieses Abendangelusläuten variiert jahreszeitlich. Das Plenum, also das Zusammenläuten aller fünf Glocken, erklingt samstags und am Vorabend eines Festtages um 18:30 Uhr, sowie sonn- und festtags um 10:00 Uhr, 11:00 Uhr, 14:00 Uhr, 17:00 Uhr und 18:30 Uhr. Bei einem Geläute mit mehreren Glocken beginnt üblicherweise immer die kleinste Glocke und die übrigen Glocken werden dann gemäß ihrer Größe aufsteigend dazu geschaltet, sodass die jeweils tontiefere Glocke zu läuten beginnt. Beim Ausläuten kann entweder die kleinste oder die größte Glocke zuletzt erklingen.
| Nr. | Name                | Nominal (16tel) | Besondere Funktionen z. Zt. der Republik                                   | Masse | Jahr | Gießer                 |
| --- | ------------------- | --------------- | -------------------------------------------------------------------------- | ----- | ---- | ---------------------- |
| 1   | Marangona           | a0              | 1. Aufruf zur Sitzung des Großen Rates, Anfang und Ende eines Arbeitstages | 3625  | 1819 | Canciano dalla Venezia |
| 2   | Nona/Mezzana        | h0              | mittags                                                                    | 2556  | 1909 | Fratelli Barigozzi     |
| 3   | Trottiera/Quarantìa | cis1            | 2. Aufruf zur Sitzung des Großen Rates                                     | 1807  | 1909 | Fratelli Barigozzi     |
| 4   | Mezza Terza/Pregadi | d1              | Senatoren in den Dogenpalast                                               | 1366  | 1909 | Fratelli Barigozzi     |
| 5   | Renghiera/Maleficio | e1              | Hinrichtung                                                                | 1011  | 1909 | Fratelli Barigozzi     |

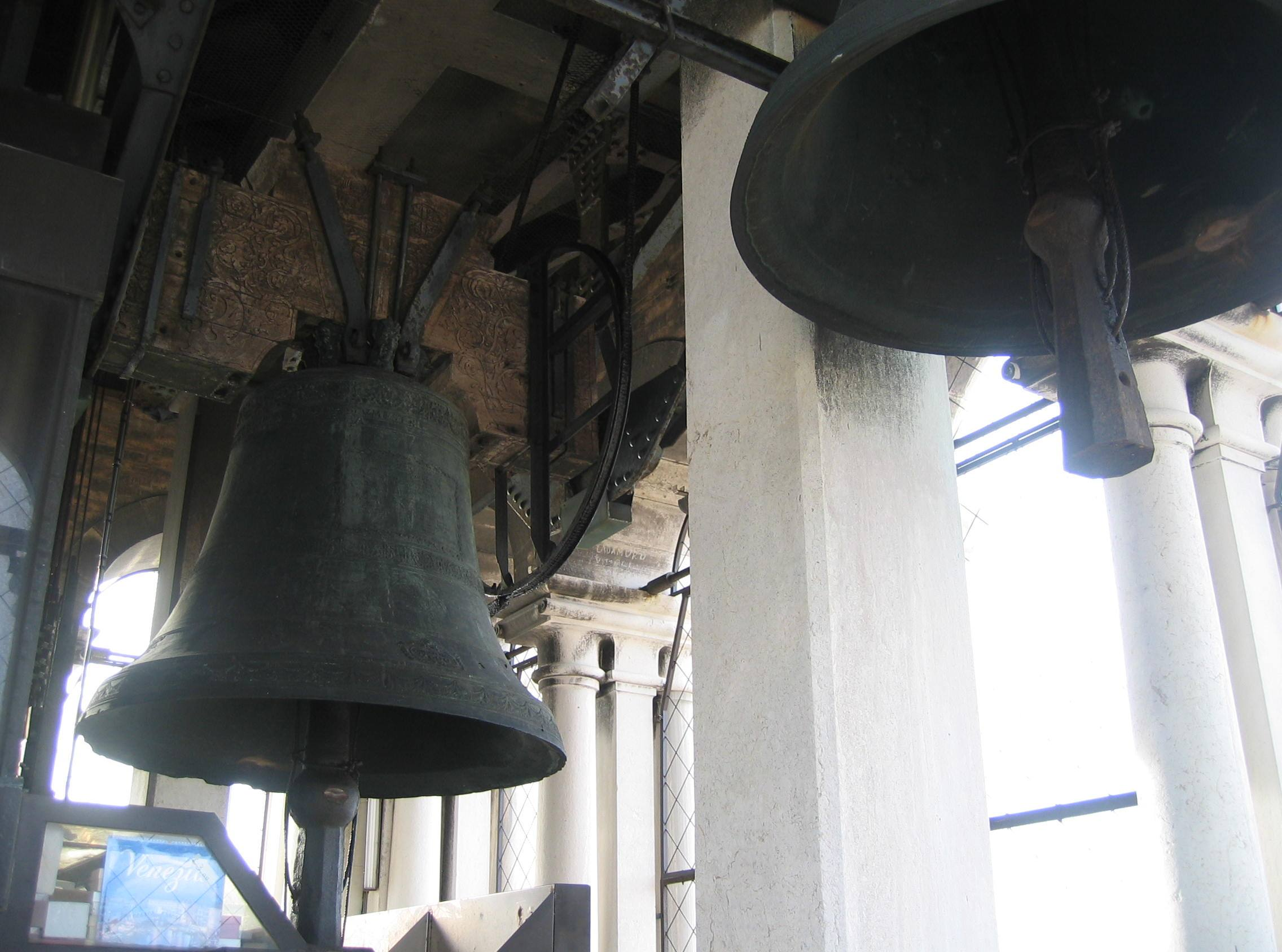
Marangona, rechts Renghiera
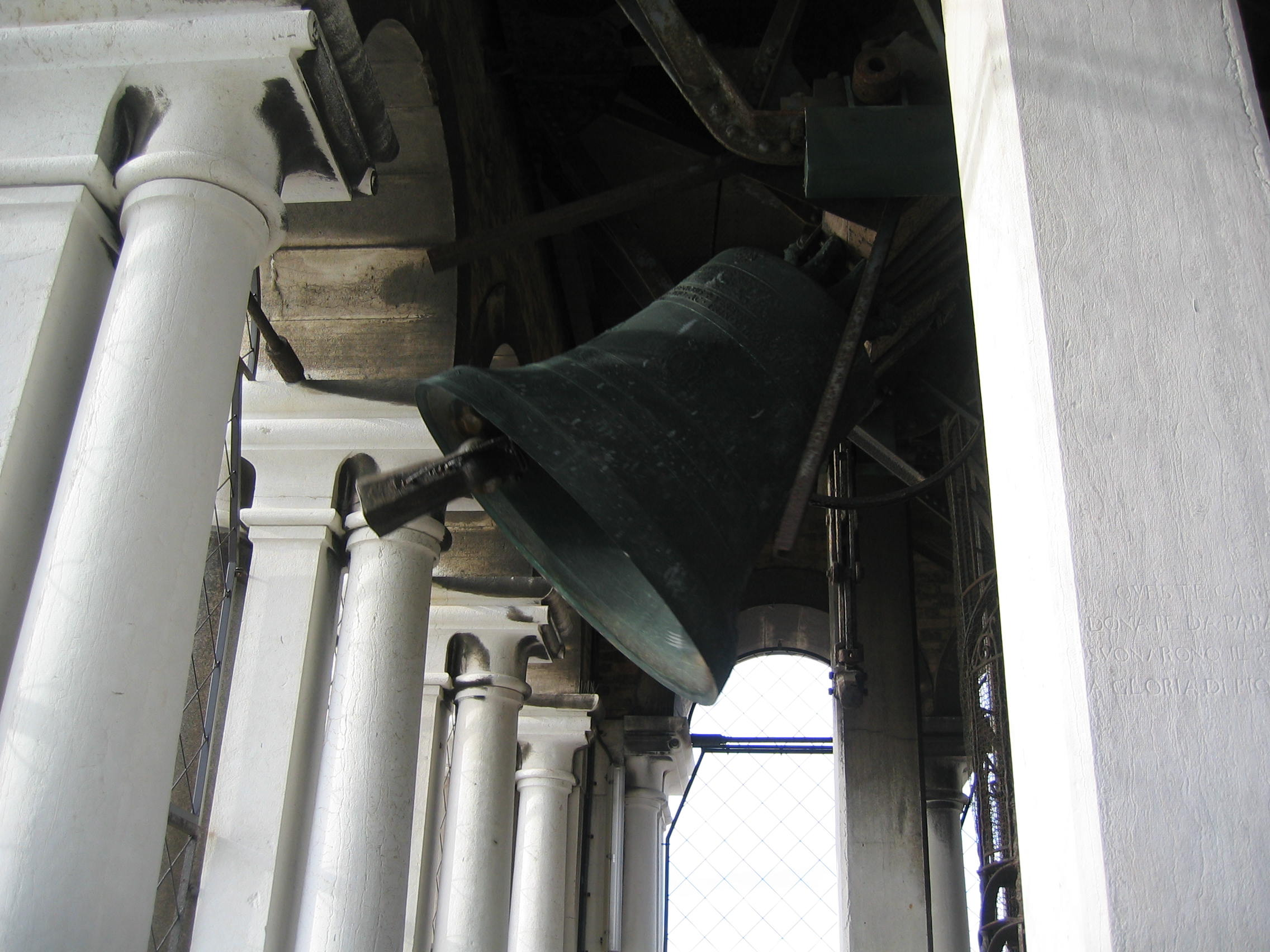
Mezza Terza läutend
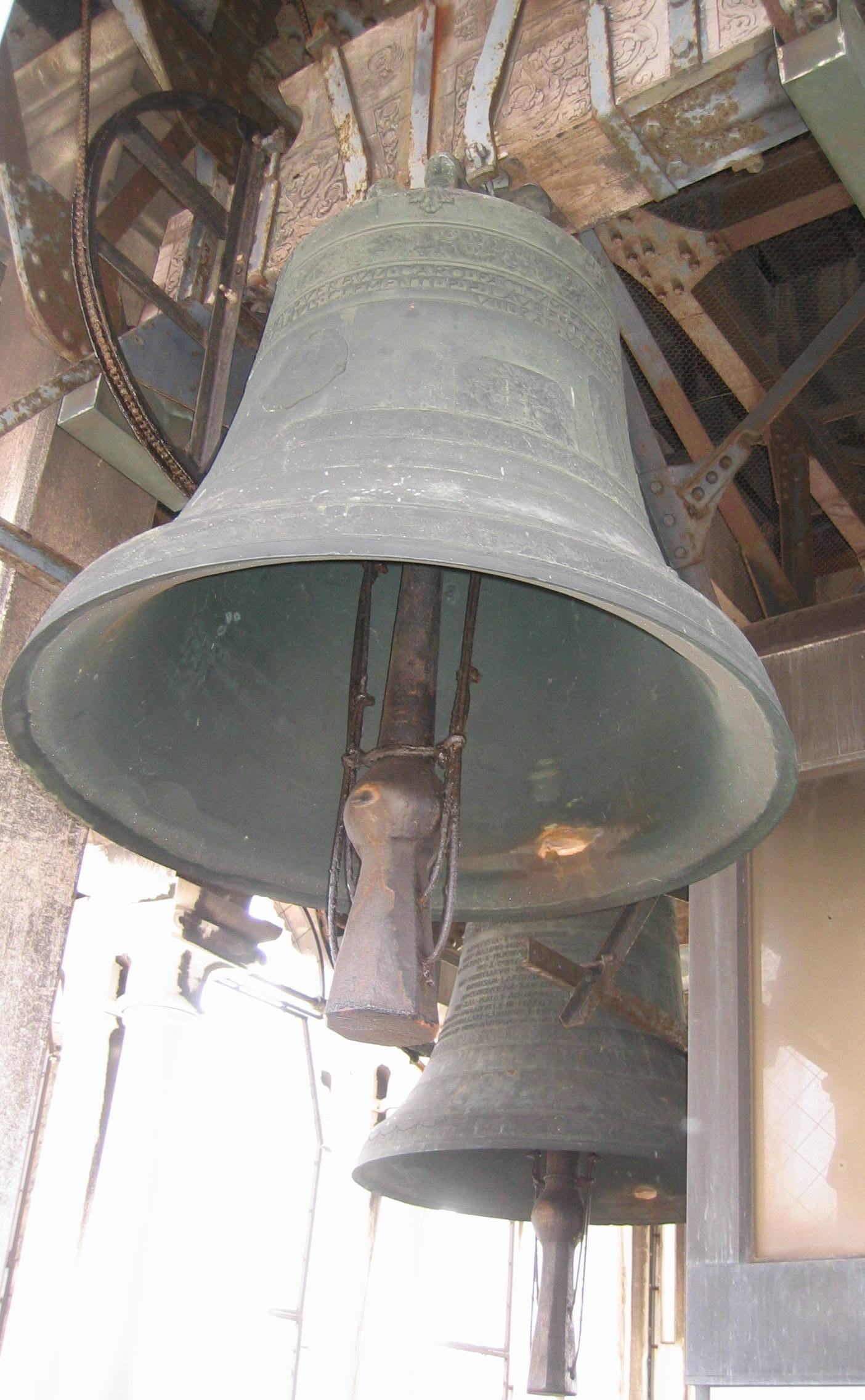
Vorne Trottiera, dahinter Nona

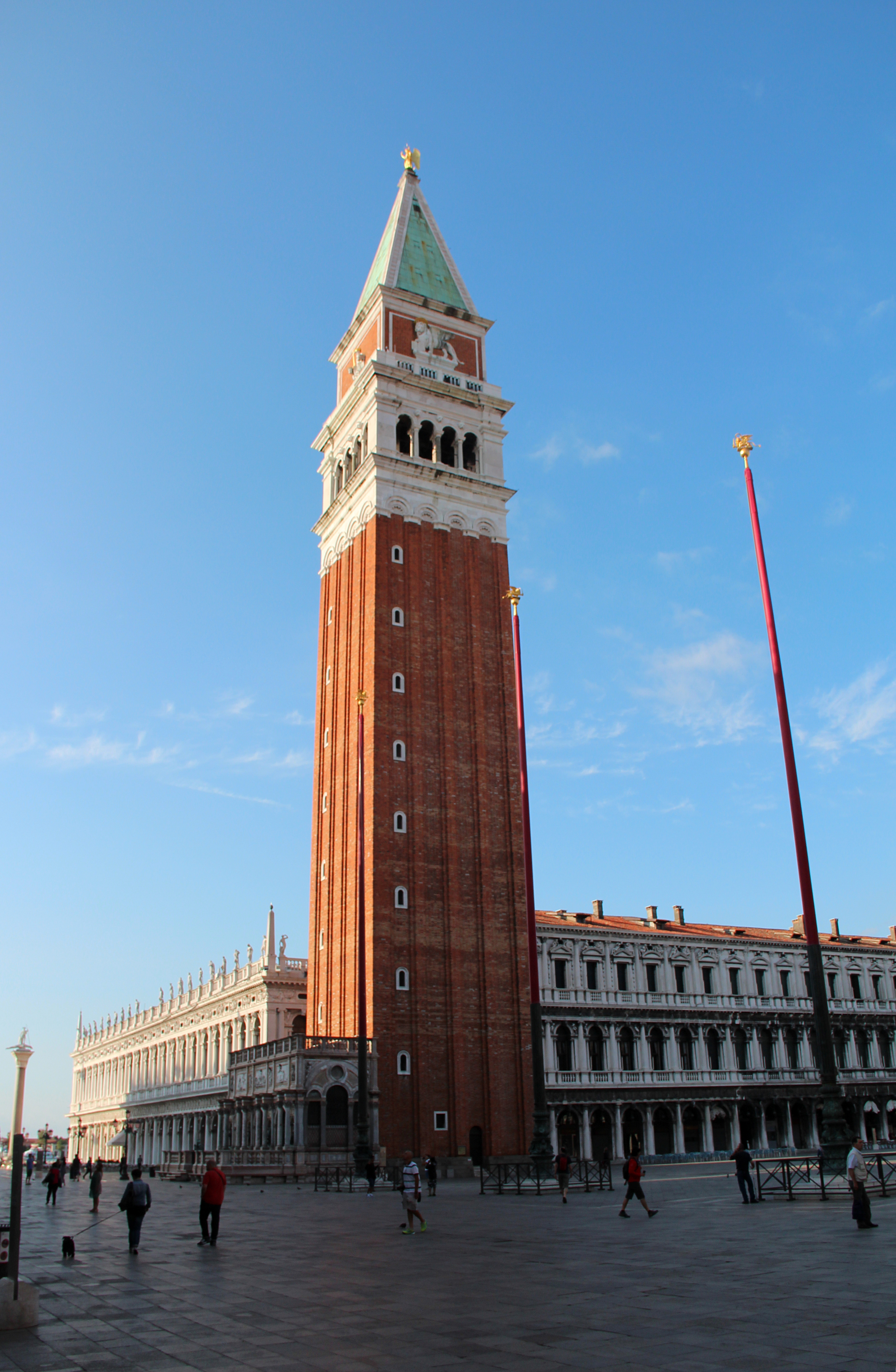
Die Nordseite und die Ostseite mit der Loggetta

Der Campanile war zugleich Leuchtturm und Landmarke der Lagunenstadt. Kaiser Friedrich III. ritt den stufenlosen spiralförmigen Aufgang 1452 zu Pferd bis zum Glockenstuhl, ebenso Napoleon und Lord Byron. Beim Blick aus der Glockenstube präsentiert sich eine faszinierende Aussicht über die Lagunenstadt und zugleich eine Kuriosität: Man sieht von dort ein Venedig ohne Kanäle.

## Bedeutung
Der Markusturm hat den Entwurf einiger anderer Türme beeinflusst. Viele stehen in Städten mit maritimer Prägung:
- Dem markanten Kieler Rathausturm in der schleswig-holsteinischen Landeshauptstadt Kiel an der Kieler Förde ist von dem Architekten Hermann Billing eine Fassadenstruktur gegeben worden, die sich an den Markusturm anlehnt.
- Der Turm der Kathedrale St. Georg (slo. Sv. Jurij) im slowenischen Piran (venezianisch-italienisch: Pirano) an der Slowenischen Riviera wurde ebenfalls dem venezianischen Markusturm nachempfunden.
- Der Turm der St. Euphemia-Kathedrale im kroatischen Rovinj ähnelt auch dem Markusturm in Venedig.
- Die Venezianischen Türme am Plaça d’Espanya in Barcelona.
- Der Metropolitan Life Tower in New York wurde zwischen 1908 und 1909 nach Plänen der Architekten Pierre LeBrun und Napoleon LeBrun errichtet. Mit einer Höhe von 213 Metern und 50 Stockwerken war er bis 1913 das höchste Gebäude der Welt.
- Der Sather Tower in Berkeley (Kalifornien), in Anlehnung an sein Vorbild auch Campanile genannt. Er ist das Wahrzeichen der Universität von Kalifornien in Berkeley. Erbaut wurde der 93,6 Meter hohe Turm 1914.
- Der Turm des Rathauses des ersten Sektors der Stadt Bukarest wurde 1920 gebaut. Als dessen Modell diente der Markusturm.
- Der originalgetreue (98,6 m hohe) Markusturm im Venetian Resort Hotel am Las Vegas Strip (Nevada). Das Hotel wurde der italienischen Stadt Venedig nachempfunden.
- Die Nachbildung in Las Vegas wurde als das The Venetian Macao erneut nachgebildet.
- 2015 wurde im Stadtteil Zhongshan von Dalian als Touristenattraktion eine Nachbildung von Gebäuden in Venedig entlang eines Kanals eröffnet, darunter auch der Campanile.[6][7]
- Für die New South China Mall stand der Campanile ebenfalls Modell.

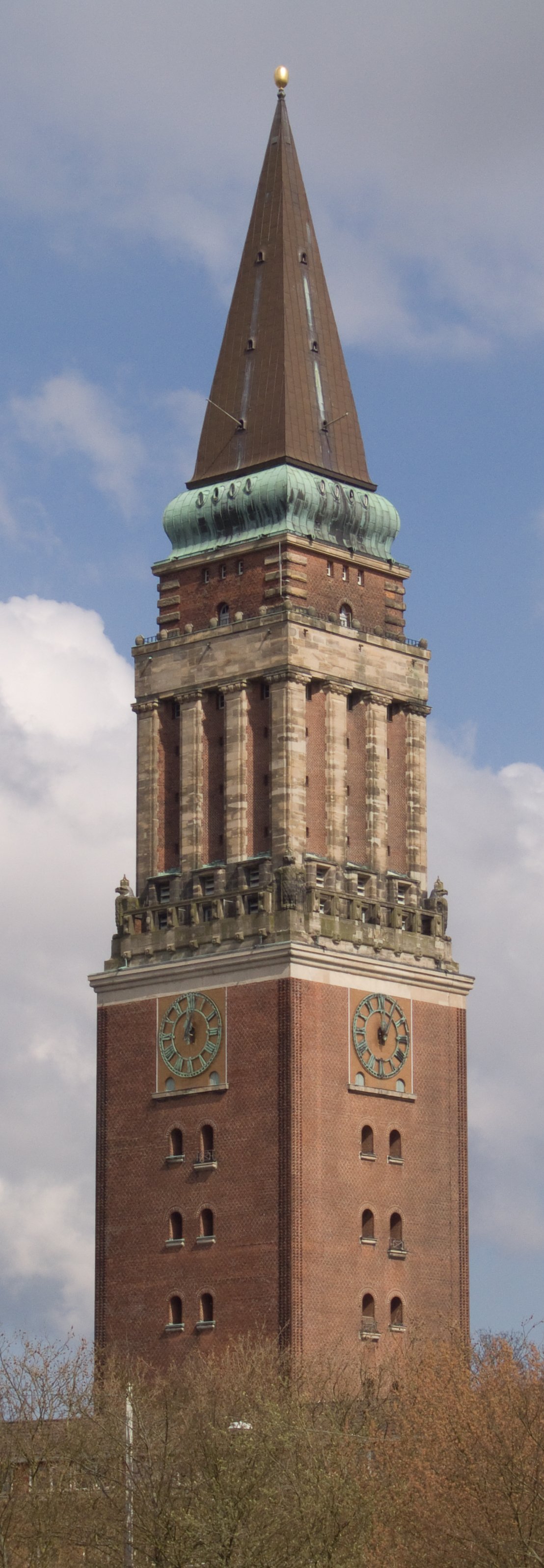
Kieler Rathausturm
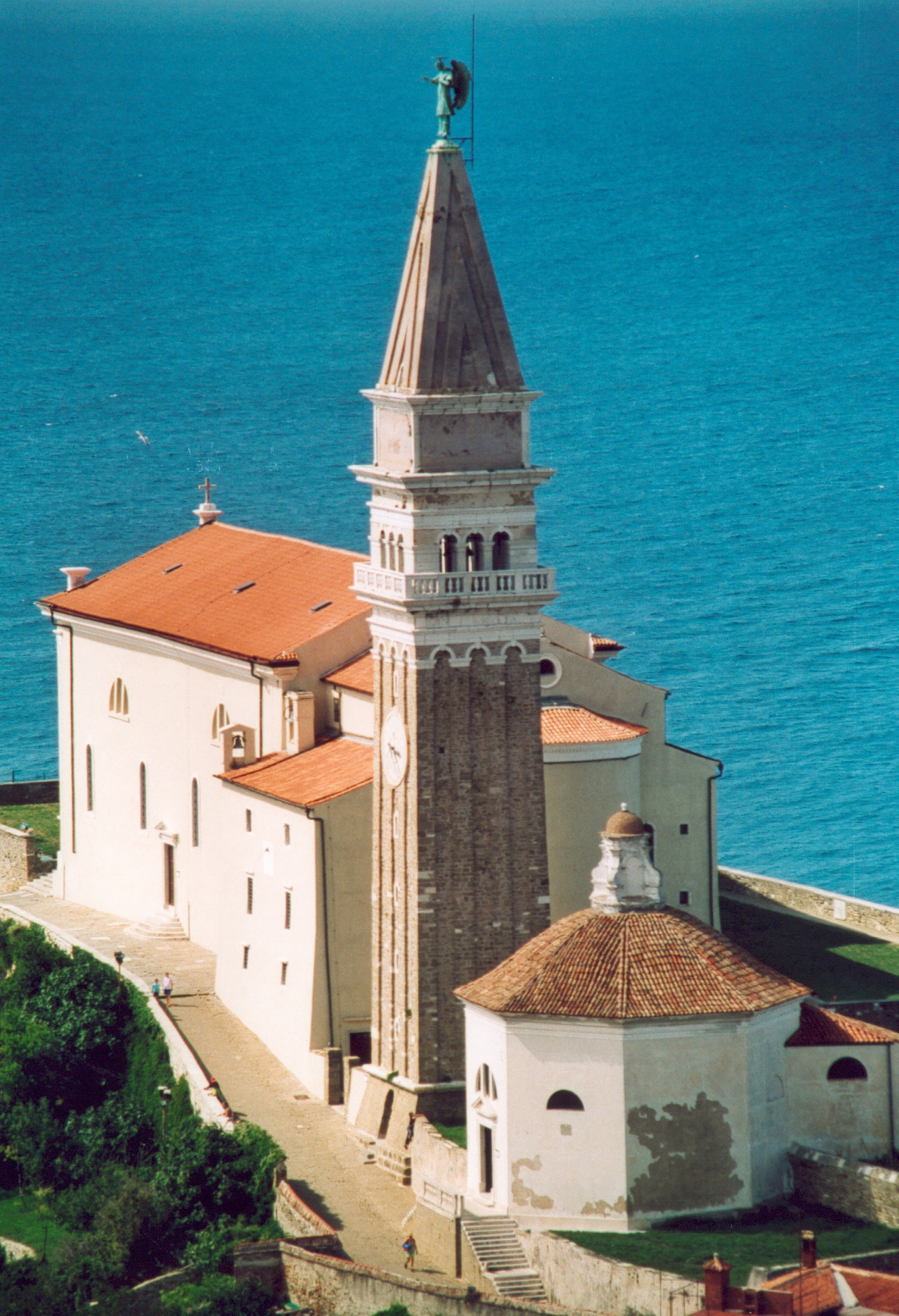
Turm der Kathedrale St. Georg in Piran (Slowenien)
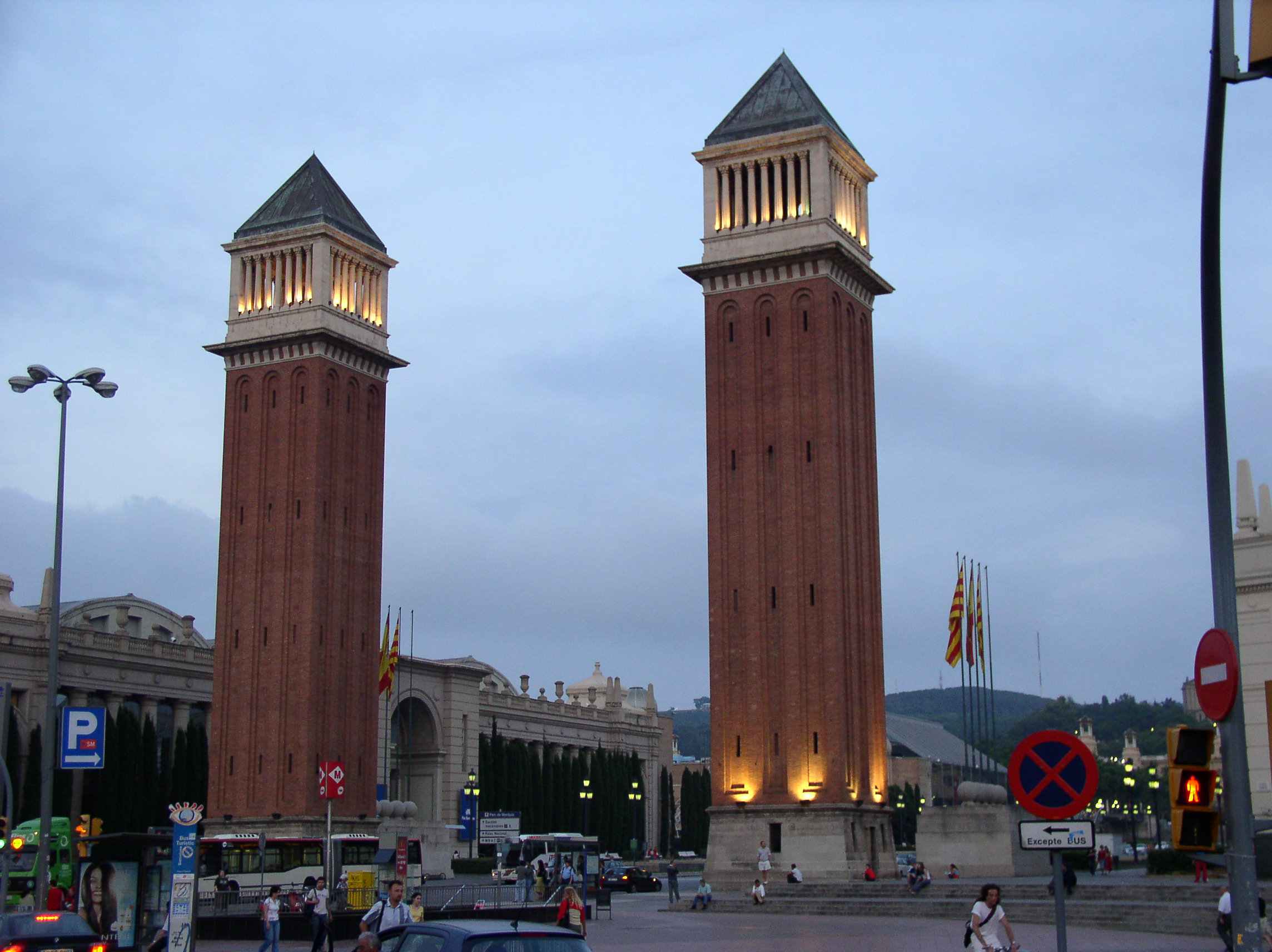
Die Venezianischen Türme in Barcelona (Spanien)
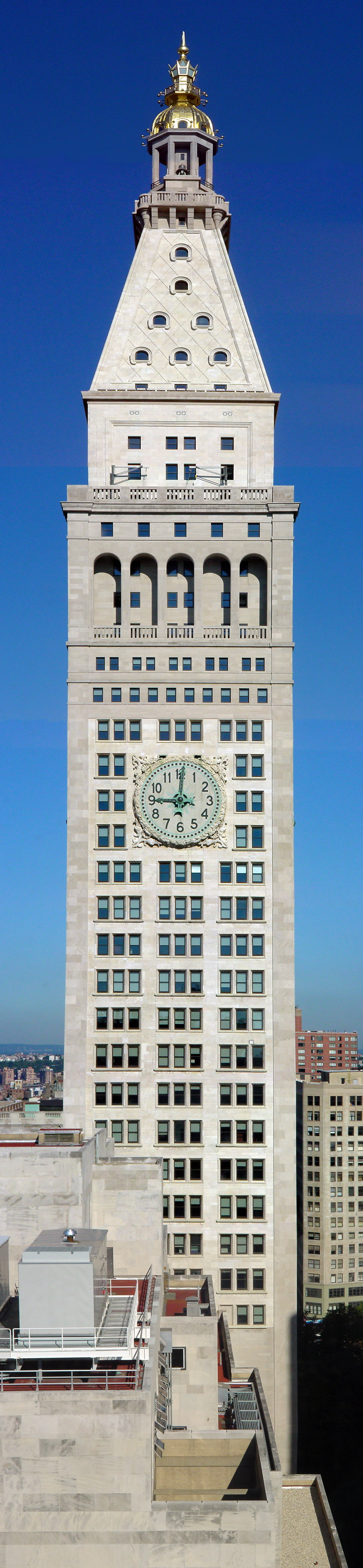
Metropolitan Life Tower in New York
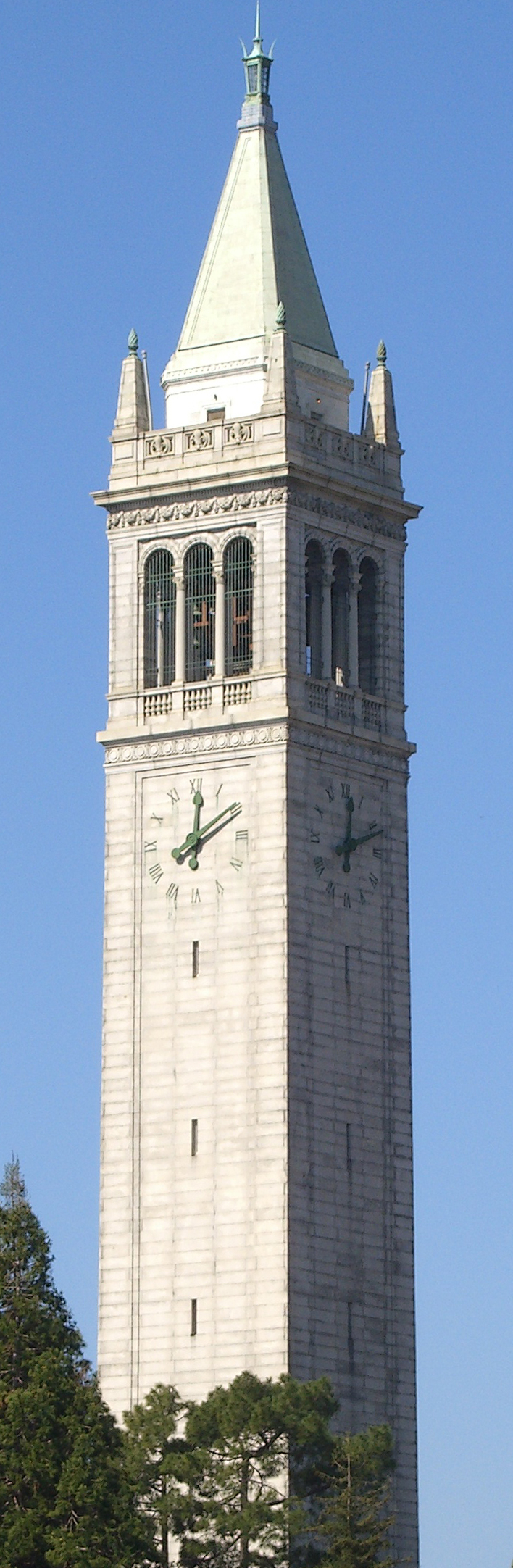
Sather Tower in Berkeley (Kalifornien)
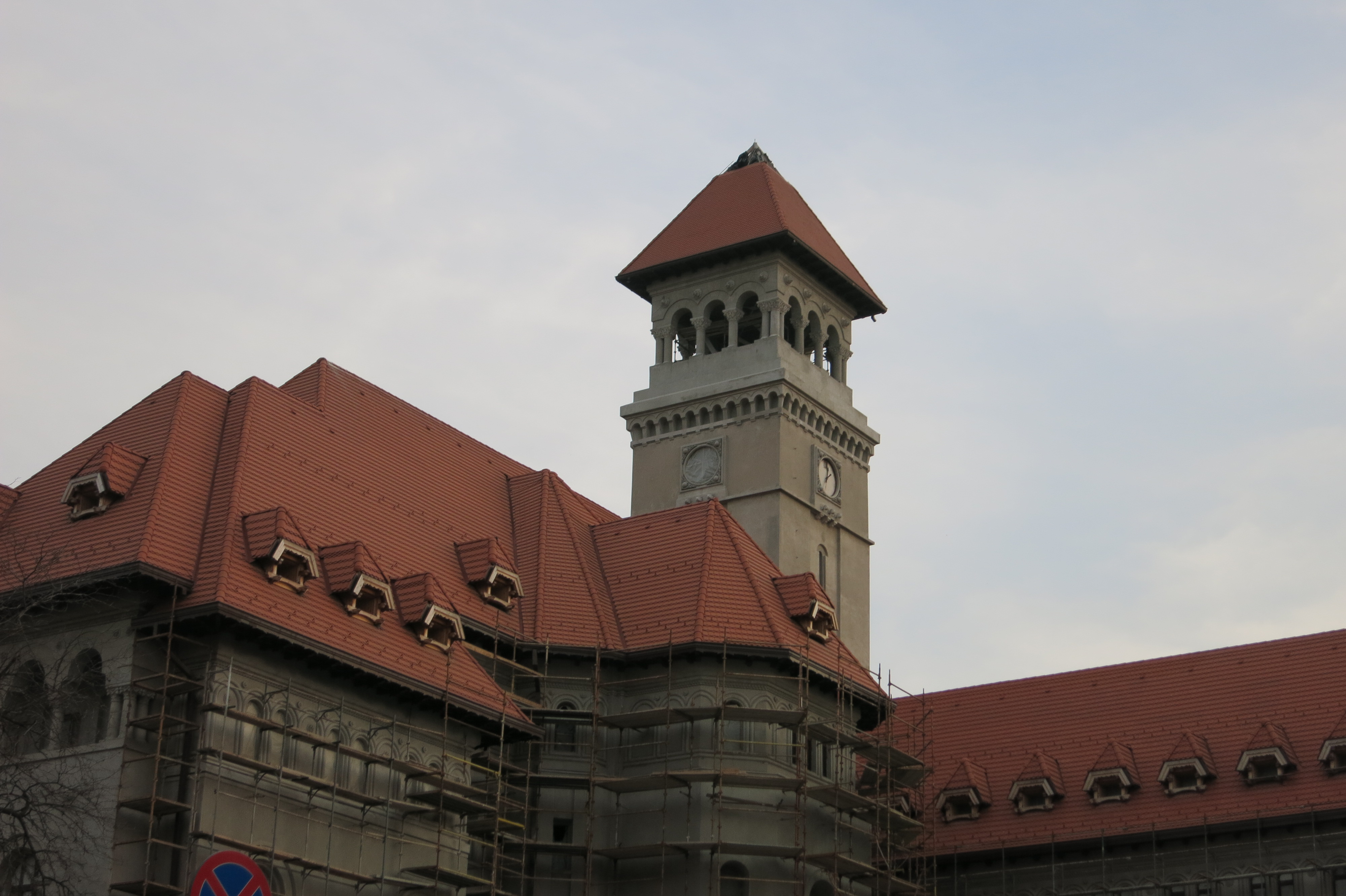
Der Rathausturm des ersten Sektors von Bukarest
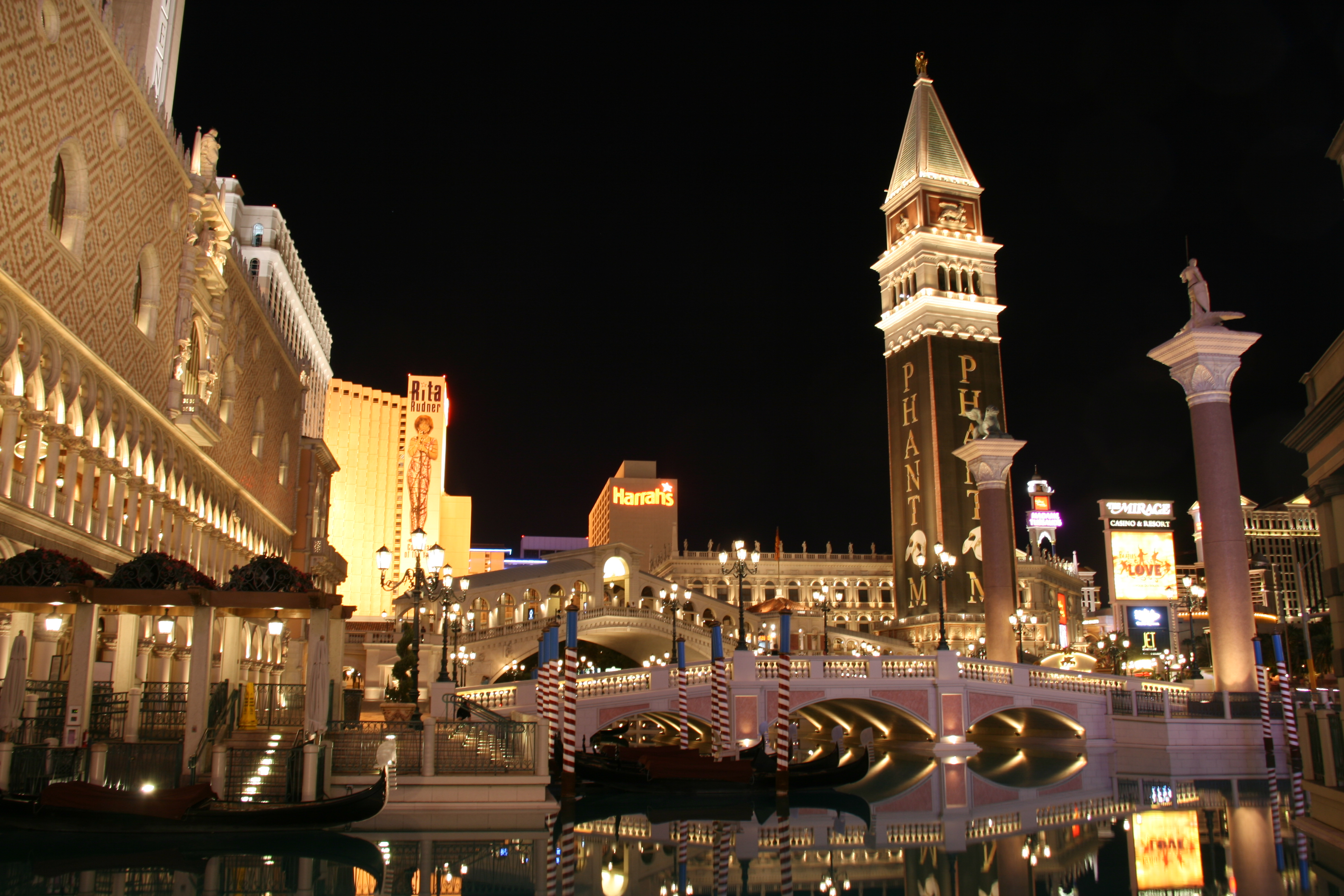
Das Venetian Resort in Las Vegas (Nevada)